# Edmond Noel

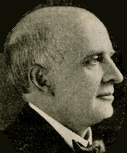
Edmond Noel

Edmond Favor Noel (* 4. März 1856 bei Lexington, Mississippi; † 30. Juli 1927 ebenda) war ein US-amerikanischer Politiker und von 1908 bis 1912 Gouverneur des Bundesstaates Mississippi.

## Frühe Jahre und politischer Aufstieg
Edmund Noel besuchte die Highschool in Louisville in Kentucky. Nach einem anschließenden Jurastudium und seiner 1877 erfolgten Zulassung als Rechtsanwalt begann er in seiner Geburtsstadt Lexington in seinem neuen Beruf zu arbeiten. Er wurde Mitglied der Demokratischen Partei. Zwischen 1881 und 1882 war er Abgeordneter im Repräsentantenhaus von Mississippi. Im Jahr 1887 wurde er Bezirksstaatsanwalt im fünften juristischen Bezirk seines Staates. Von 1895 bis 1903 gehörte er dem Senat von Mississippi an. Dort war er an der Ausarbeitung einiger Zusätze zur Staatsverfassung beteiligt. Während des Spanisch-Amerikanischen Kriegs diente er als Soldat in der US-Armee. Am 22. August 1907 wurde Edmond Noel zum neuen Gouverneur seines Staates gewählt.

## Gouverneur von Mississippi
Noel trat seine vierjährige Amtszeit am 21. Januar 1908 an. In seiner Regierungszeit wurden ein Veterinärausschuss gebildet und die Kinderschutzgesetze verbessert. Außerdem wurde ein Lebensmittelkontrollgesetz verabschiedet. Damals entstanden sowohl eine Schule für Lehrer als auch eine landwirtschaftliche Hochschule. Für den gesamten Staat Mississippi wurde ein Prohibitionsgesetz erlassen. Außerdem wurde der Amtssitz des Gouverneurs nach 66 Jahren renoviert.

## Weiterer Lebenslauf
Nach Ablauf seiner Amtszeit am 16. Januar 1912 blieb Noel politisch aktiv. Im Jahr 1918 kandidierte er erfolglos für einen Sitz im Kongress. Seit 1920 bis zu seinem Tod war er wieder Mitglied im Staatssenat. Edmond Noel starb am 30. Juli 1927 und wurde in seiner Heimatstadt Lexington beigesetzt. Er war zweimal verheiratet.